# Eberhard von Elsass
Eberhard von Elsass, auch Ebrohard oder Hebrohardus (* um 702; † 747 in Remiremont), war ein fränkischer Adliger und unter der Herrschaft der Merowinger sowie der Karolinger Graf im Elsass. Eberhard gehörte dem nach seinem Großvater benannten elsässischen Herzogsgeschlecht der Etichonen an.

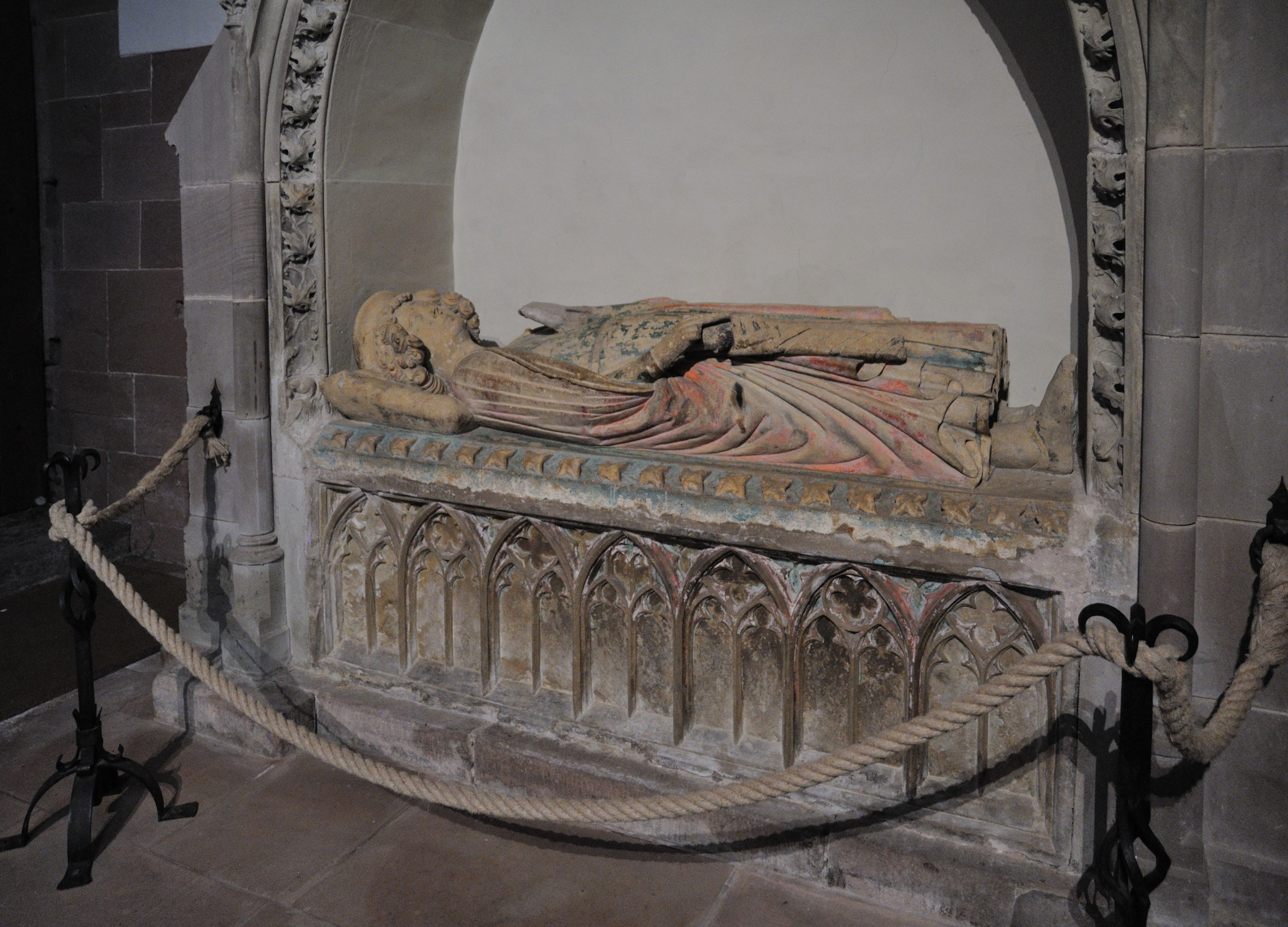
Das Grab Eberhards im Kloster Murbach

## Leben und Wirken

### Herkunft
Eberhard wurde als zweiter Sohn des Elsässerherzogs Adalbert geboren. Sein Großvater Eticho, der dem Volk der Burgunden entstammte, war als Dux im Pagus Attoriensis, dem Gebiet zwischen Dijon und Langres begütert und einflussreich, bevor er die Herzogswürde des Elsass übertragen bekam. Väterlicherseits bestand eine direkte Verwandtschaft mit jener burgundischen Adelsfamilie, die in der Spätphase der Merowingerherrschaft und unter den folgenden Karolingern als Sippe der Waltriche zu einer der einflussreichsten Familien im Fränkischen Reich aufsteigen sollte. Seine Mutter Gerlindis war eine Tochter des Herzogs Eudo von Aquitanien. Sein älterer Bruder Liutfrid folgte nach dem Tod des Vaters diesem in der Herzogswürde nach. Seine beiden Schwestern Attala sowie Gundlinda waren Äbtissinnen einflussreicher elsässischer Klöster und werden, wie auch die gemeinsame Tante Odilia, als Heilige der katholischen Kirche verehrt.

### Domesticus, Erbteilung und Herrschaft als Comes
Die erste urkundliche Erwähnung Eberhards findet sich in einer Schenkungsurkunde der Abtei Honau vom 11. Dezember 723, in der er als Domesticus bezeichnet wird. Damit oblag ihm als Hofmeister seines Vaters, des Herzogs Adalbert, die Leitung des herzoglichen Palastes sowie die Verwaltung der etichonischen Familienbesitzungen, die sich überwiegend in der Region um den Odilienberg im Sundgau befanden. Im Sinne der etichonischen Erbfolgeregel ging nach dem Tod des Vaters die Herzogswürde auf den ältesten Sohn Liutfrid über und Eberhard wurde folgerichtig zum neuen Comes des Sundgau erhoben.
Doch bereits in den Jahren zwischen 723 und 731 geriet die bis dahin von Eticho begründete Unabhängigkeit der Elsässerherzöge vom Frankenreich ins Wanken. Das Ende der pippinidisch-karolingische Sukzessionskrise sowie die Ernennung Karl Martells zum Hausmeier des fränkischen Gesamtreiches im Jahr 718 beseitigten die Schwäche der königlichen Zentralgewalt in der Spätphase der Merowingerherrschaft und zwang in den Folgejahren die selbständig gewordenen Dukate unter die karolingische Herrschaft.
Die Brüder entschlossen sich daher im Jahr 727 zu einer, dem etichonischen Familienverständnis nach ungewöhnlichen Teilung des väterlichen Erbes. Liutfrid übte zwar nominell noch die herzogliche Herrschaft über das gesamte Elsass aus, konzentrierte sich aber fortan ausschließlich auf den nördlichen Bereich des Landes zwischen der Hohenburg und Straßburg, während Eberhard das südliche Gebiet bis zur Burgundischen Pforte de facto alleine regierte. Aufgrund des Umstandes, dass beide Brüder ab diesem Jahr nicht mehr gemeinsam urkundeten und mithin getrennte Wege gingen, schließt die Forschung, dass seitens Eberhard schon früh eine Übereinstimmung mit den Interessen Karl Martells vorhanden war und er somit als Parteigänger des Dux Francorum zu identifizieren ist, über den es den Etichonen gelang, sich an die aufstrebenden Karolinger anzuschließen.
Dies erklärt auch den Umstand, dass sich Eberhard mit dem Wunsch, ein Kloster zu gründen, an den heiligen Pirmin wandte, der ein Vertrauter Karl Martells war und von diesem protegiert wurde – mit Unterstützung der Karolinger entwickelte sich das Kloster Murbach in der Folgezeit zur bedeutendsten Klostergründung der Etichonen.

### Kloster Murbach

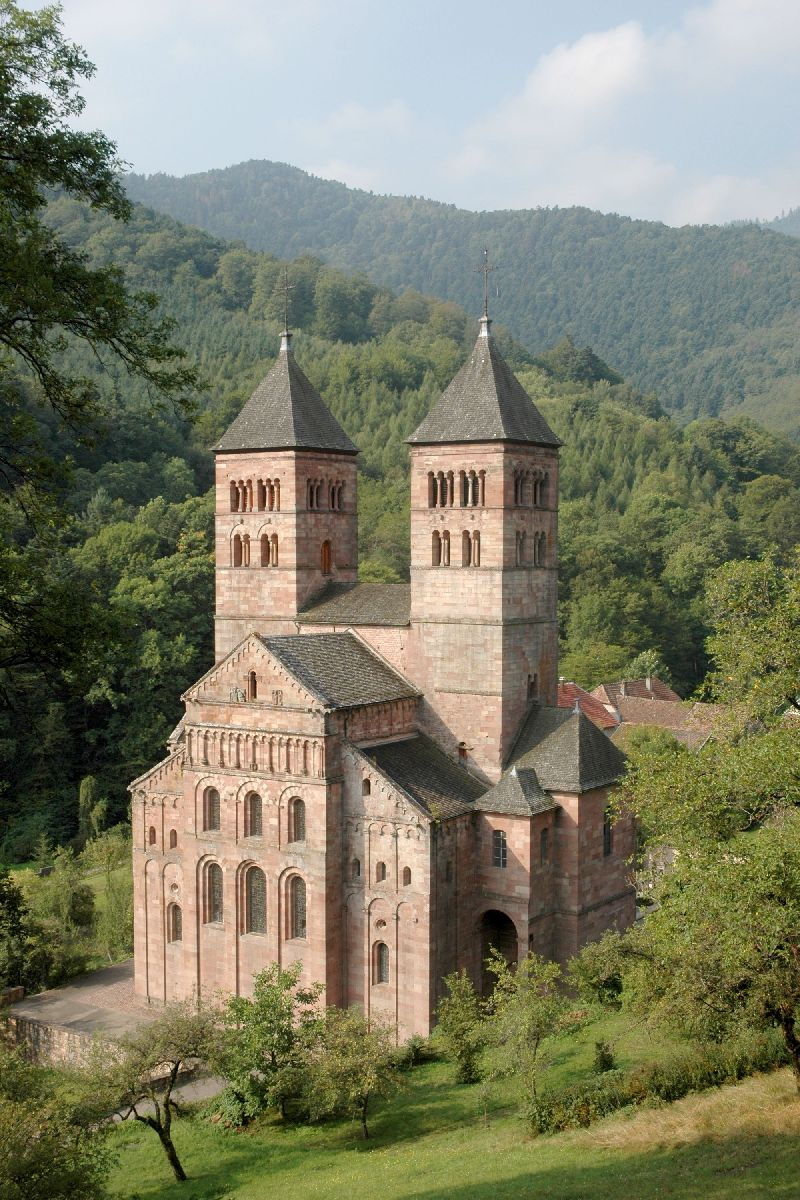
Abteikirche St.-Leodegar in Murbach

Am Fuß des Großen Belchen, neben dem Murbach gelegen, gründete Eberhard gemeinsam mit Pirmin im Jahr 727 ein Kloster, das den Namen Vivarius Peregrinorum (lat. Kloster der Wandermönche) erhielt und später nach dem angrenzenden Bach benannt wurde. Die Forschung ist sich dahingehend einig, dass die Gründung von Eberhard von Beginn an als Eigenkloster konzipiert war und dazu diente, den umfangreichen Grundbesitz der Etichonen im Sundgau vor dem Zugriff der Königsgewalt und hier insbesondere vor den Karoligern zu schützen. Bereits mit der Gründungsdonation verfügte das Kloster über ausgedehnte Ländereien, spätestens mit umfangreichen Schenkungen Eberhards und dessen Ehefrau am 1. Februar 731/732, 23. März 735 und 19. Juni 737 stieg die Abtei zum größten Grundbesitzer im Elsass auf. In dieses Bild fügt sich auch die Verleihung eines weitgehenden Privilegs durch den Straßburger Bischof Widegern vom 13. Mai 728, in welchem dem Kloster die sogenannte Große Freiheit, das heißt der Besitz, die freie Abtswahl sowie die Eigenverwaltung zugesichert und auf Abgaben an das Bistum verzichtet wurde. Die Verleihung des Widegern-Privilegs erfolgte unter der Bezeugung einer ungewöhnlichen Zahl an weltlichen und klerikalen Großen – darunter Eberhards Bruder Liutfrid als Herzog des Elsass sowie dem heiligen Willibrord. Diese Stärkung der rechtlichen Position Eberhards, der als Stifter ein umfangreiches Mitspracherecht bei der Organisation der inneren Belange des Klosters besaß, führten wohl um 730 zu einem Zerwürfnis zwischen dem Grafen und Pirmin – die Forschung geht gemeinhin davon aus, dass der Gründungsabt das Kloster zu diesem Zeitpunkt auf Druck Eberhards wieder verlassen musste, da er als Vertrauter Karl Martells die Entwicklung Murbachs zu einem reinen etichonischen Eigenkloster nicht gutheißen konnte.
Um das Jahr 735 ereilten den Grafen des Sundgaues zwei schwere Schicksalsschläge. So verstarb sein einziges Kind, ein Sohn, in jungen Jahren und Eberhard verlor sein Augenlicht und erblindete. Er zog sich daraufhin aus dem weltlichen Leben zurück, verzichtete auf das Grafenamt und trat als Mönch in ein Kloster ein, nach Quellenlage vermutlich in die Abtei Remiremont. Ob möglicherweise der Rückzug vom Amt des Comes auf Druck der Söhne und Nachfolger Karl Martells, Karlmann und Pippin, erfolgte, welche das Elsass nach dem Tode Liutfrids im Jahr 743 wieder in das Frankenreich eingliederten, bleibt ungeklärt. Sicher ist jedoch, dass Eberhard trotz seines Verzichts auf die weltliche Herrschaft in den Folgejahren weiterhin über die Besitztümer und das Geschick des Murbachers Klosters bestimmte – so fällt in seine letzten Lebensjahre die auffällige Umwidmung des Patroziniums der Abtei Murbach. Ursprünglich war zur Gründung das Kloster noch dem heiligen Mauritius geweiht, dessen Verehrung im gesamten Frankenreich weit verbreitet war. Mit der Verleihung des Leodegarpatroziniums, das wohl auf Betreiben Eberhards erfolgte, konnte noch zu Lebzeiten des Klosterstifters ein Familienmitglied der Etichonen kultische Verehrung finden, da der heilige Leodegar von Autun der Onkel von Eberhards Großmutter Bertswinda war.
Eberhard verstarb als Mönch im Jahr 747, vermutlich in der Abtei von Remiremont, und wurde in seiner Klostergründung Murbach bestattet. Noch bis in das 12. Jahrhundert wurde seiner dort gedacht und der Gedenktag von den Mönchen im August gefeiert. Aus derselben Zeitepoche stammt auch das heute noch erhaltene Grabmal Eberhards in der romanischen St.-Leodegar-Kirche – die heute verlorene Inschrift lautete: […] und so vermied der edle Mann die göttliche Rache, ewig im Himmelreich lebst du jetzt mehr als reich […].

## Ehe und Nachkommen
Eberhard war mit Hemelctrudis verheiratet; aus dieser Ehe entstammte der Sohn Anifrid.